# Kang Yoon-sung
Kang Yoon-sung (이상민;?; Pusan, 1º luglio 1997) è un calciatore sudcoreano, centrocampista del Daejeon Hana Citizen.

## Caratteristiche tecniche
È un esterno sinistro.

## Carriera

### Club
Ha giocato nella prima divisione sudcoreana.

### Nazionale
Ha giocato nella nazionale sudcoreana Under-23.
Nel 2021 viene convocato dalla nazionale olimpica sudcoreana per prendere parte alle Olimpiadi di Tokyo. Debutta il 22 luglio in occasione del match perso 1-0 contro la Nuova Zelanda.

## Statistiche
Statistiche aggiornate al 28 luglio 2021.

### Presenze e reti nei club
| Stagione        | Squadra         | Campionato      | Campionato | Campionato | Coppe nazionali | Coppe nazionali | Coppe nazionali | Coppe continentali | Coppe continentali | Coppe continentali | Altre coppe | Altre coppe | Altre coppe | Totale | Totale | Totale |
| Stagione        | Squadra         | Comp            | Pres       | Reti       | Comp            | Pres            | Reti            | Comp               | Pres               | Reti               | Comp        | Pres        | Reti        | Pres   | Reti   |        |
| --------------- | --------------- | --------------- | ---------- | ---------- | --------------- | --------------- | --------------- | ------------------ | ------------------ | ------------------ | ----------- | ----------- | ----------- | ------ | ------ | ------ |
| 2016            | Daejeon Citizen | KL2             | 26         | 0          | CC              | 0               | 0               |                    | -                  | -                  |             | -           | -           | 26     | 0      |        |
| 2017            | Daejeon Citizen | KL2             | 14         | 0          | CC              | 0               | 0               |                    | -                  | -                  |             | -           | -           | 14     | 0      |        |
| 2018            | Daejeon Citizen | KL2             | 26         | 3          | CC              | 0               | 0               |                    | -                  | -                  |             | -           | -           | 26     | 3      |        |
| 2019            | Jeju SK         | KL1             | 23         | 0          | CC              | 0               | 0               |                    | -                  | -                  |             | -           | -           | 23     | 0      |        |
| 2020            | Jeju SK         | KL1             | 21         | 3          | CC              | 1               | 0               |                    | -                  | -                  |             | -           | -           | 22     | 3      |        |
| 2021            | Jeju SK         | KL1             | 13         | 0          | CC              | 0               | 0               |                    | -                  | -                  |             | -           | -           | 13     | 0      |        |
| Totale carriera | Totale carriera | Totale carriera | 123        | 6          |                 | 1               | 0               |                    | -                  | -                  |             | -           | -           | 124    | 6      |        |